# Jelačići (gmina Šekovići)
Jelačići (cyr. Јелачићи) – wieś w Bośni i Hercegowinie, w Republice Serbskiej, w gminie Šekovići. W 2013 roku liczyła 5 mieszkańców.